# Bolognetta
Bolognetta – miejscowość i gmina we Włoszech, w regionie Sycylia, w prowincji Palermo.
Według danych na rok 2004 gminę zamieszkiwało 3391 osób, 125,6 os./km².